# Epiphragma (Epiphragma) subobsoletum
Epiphragma (Epiphragma) subobsoletum is een tweevleugelige uit de familie steltmuggen (Limoniidae). De soort komt voor in het Palearctisch gebied.